# Penicillium loliense
Penicillium loliense är en svampart som beskrevs av Pitt 1980. Penicillium loliense ingår i släktet Penicillium och familjen Trichocomaceae.   Inga underarter finns listade i Catalogue of Life.